# Ken Frost
Ken Frost (ur. 15 lutego 1967 w Rødovre) – duński kolarz torowy, brązowy medalista olimpijski.

## Kariera
Największy sukces w karierze Ken Frost osiągnął w 1992 roku, kiedy wspólnie z Janem Bo Petersenem, Jimmim Madsenem, Klausem Kynde Nielsenem i Michaelem Sandstødem zdobył brązowy medal w drużynowym wyścigu na dochodzenie podczas igrzysk olimpijskich w Barcelonie. Był to jedyny medal wywalczony przez Frosta na międzynarodowej imprezie tej rangi. W tej samej konkurencji Duńczycy z Frostem w składzie zajęli ósmą pozycję na igrzyskach w Seulu w 1988 roku. Wielokrotnie zdobywał medale torowych mistrzostw Danii, w tym siedem złotych. Nigdy jednak nie zdobył medalu na torowych mistrzostwach świata.
Jego starszy brat Dan Frost również był kolarzem.